# 尾斑裸天竺鲷
尾斑裸天竺鲷（学名：Gynmapogon urospilotus）为輻鰭魚綱鈎頭魚目天竺鲷科裸天竺鲷属的鱼类。分布于琉球岛、马绍尔岛、所罗门岛、台湾岛等。该物种的模式产地在马绍尔群岛。深度0至18公尺，本魚體延長，體稍側扁，頭大、眼大、口大且斜裂，頜齒細小，鋤骨和腭骨通常具齒，舌上無齒，前鰓蓋骨邊緣具鋸齒，鰓蓋骨後緣棘不發達，體裸露無鱗，頰部及鰓蓋均被鱗，體呈淡橘紅色，尾鰭基底處有B型黑色斑，魚鰭透明，背鰭硬棘7枚、背鰭軟條9枚、臀鰭硬棘2枚、臀鰭軟條9-10枚，體長可達2.7公分，棲息在淺海珊瑚礁區，夜行性，以浮游生物為食，生活習性不明。